# 社會學季刊
《社會學季刊》（The Sociological Quarterly）是一份1960年起出版的英語社會學學術期刊，由美國中西部社會學會（Midwest Sociological Society）發行、Wiley-Blackwell出版，現任主編是愛荷華州立大學社會學教授貝蒂·布雷茲（Betty A. Dobratz）與聖湯瑪斯大學社會學教授麗莎·瓦德那（Lisa K. Waldner）。
根據《期刊引證報告》數據顯示，《社會學季刊》2011年時的影響因子是1.143，在138份社會學期刊中排名第39。

## 外部連結
- 《社會學季刊》在出版社官網的介紹 （页面存档备份，存于） （英文）